# マリン・レオヴァツ
マリン・レオヴァツ（クロアチア語: Marin Leovac、クロアチア語発音: [mâriːn lěoʋats]、1988年8月7日 - ）は、クロアチアとボスニア・ヘルツェゴビナとオーストリアのサッカー選手。元クロアチア代表。ポジションはDF。

## クラブ歴

### ユース
ユーゴスラビア・ボスニア・ヘルツェゴビナ社会主義共和国ヤイツェに生まれたが、内戦のためオーストリアに移住した。
1997年7月にスポルトウニオン・アシュバッハでサッカーを始め、2001年3月にUSVオエド/ザイレルンに移った。2002年8月にFKアウストリア・ウィーンの下部組織に移籍した。

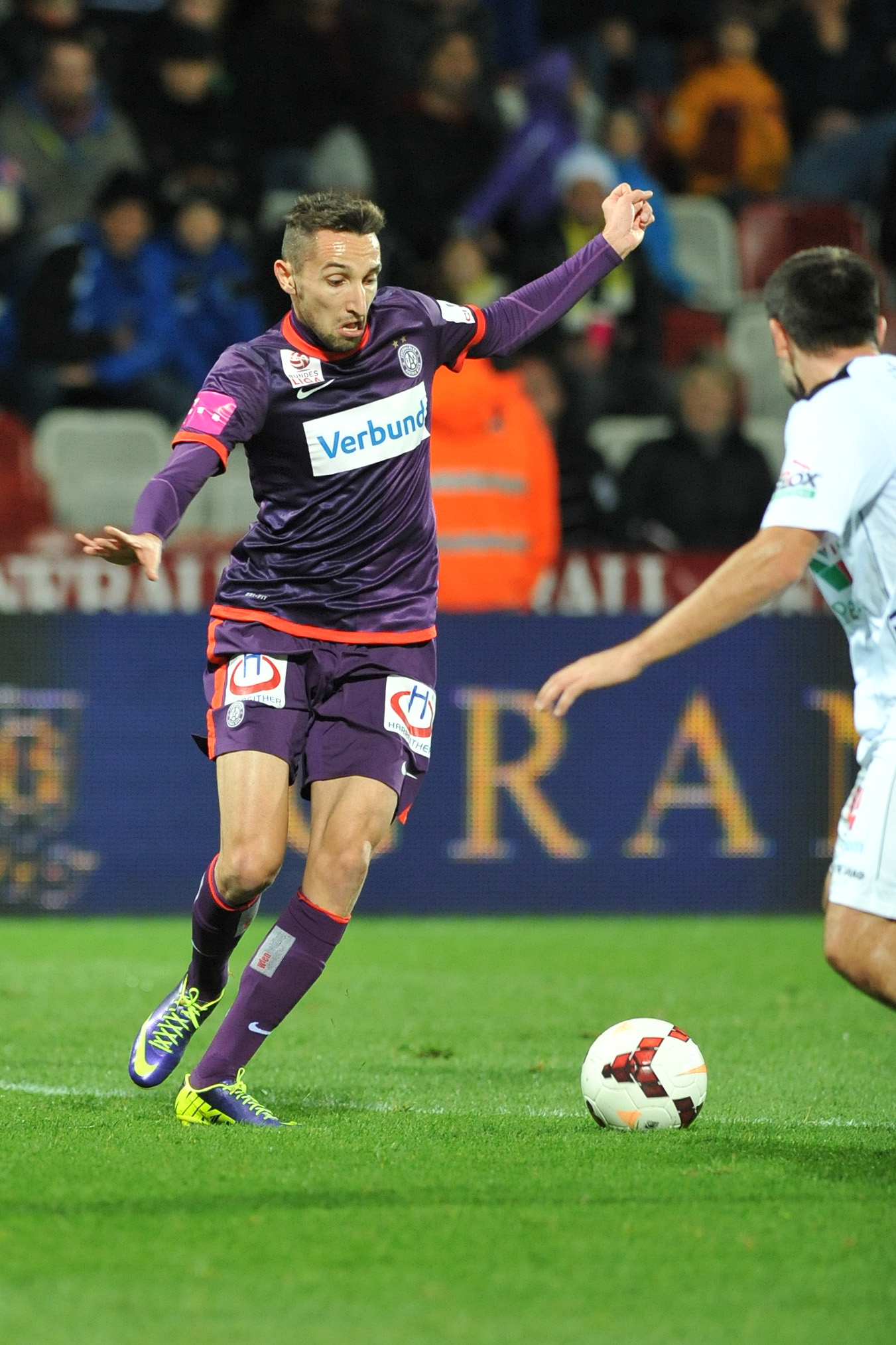
2013年、FKアウストリア・ウィーン時代

### アウストリア・ウィーン
2007年にアウストリア・ウィーンのセカンドチームに昇格。2009-10シーズンにトップチームに昇格した。トップチームでの初出場となったのはUEFAヨーロッパリーグ 2009-10のSVヴェルダー・ブレーメン戦であったが、2-0で敗北した。その後オーストリア・ブンデスリーガでも出場し、同シーズンはリーグで8試合に出場した。
2013-14シーズンにはUEFAチャンピオンズリーグ 2013-14の予選プレーオフでNKディナモ・ザグレブから得点を奪い、グループリーグ進出に貢献した。グループリーグは最下位に終わったが、彼は4試合に出場する経験をした。

### リエカ
2014年1月にプルヴァHNLのHNKリエカに移籍した。移籍金は25万ユーロとされる。リエカではフルヴァツキ・ノゴメトニ・クプを獲得した。

### PAOK
2015年夏にギリシャ・スーパーリーグのPAOKテッサロニキがリエカと交渉しており、彼を100万ユーロほどで移籍させるのではないかとの話が流れた。2015年8月8日には彼がギリシャへ向かったとの報道が流れ、11日にPAOKが彼の加入を公式に発表、4年契約を締結した。しかし9月13日のリーグ戦で負傷し、1ヶ月の離脱となった。
ラズヴァン・ルチェスクが監督に就任すると、出場機会が減少。彼のポジションは全く本職ではないヴィエイリーニャや1試合で負傷退団となったドリアン・レヴェケに奪われる形となってしまった。彼は移籍を志願したが、2017年夏のうちにクラブは移籍先を用意できなかった。
2018年2月6日に前所属のリエカに半年の期限付き移籍となり、130万ユーロでの買い取りオプションもつけられた。

### ディナモ・ザグレブ
2018年6月18日にNKディナモ・ザグレブが彼を獲得。移籍金は50万ユーロとされている。8月3日に移籍後初得点を記録した。

## 代表歴
2014年11月、リエカでの活躍によってクロアチア代表に招集された。同月12日のアルゼンチン代表との親善試合でフル出場し代表初出場を記録。

## 私生活
ユーゴスラビア・ボスニア・ヘルツェゴビナ社会主義共和国ヤイツェでクロアチア人の両親の下生まれた。その後オーストリアに移住し、18歳の時にオーストリア国籍を取得。アンダー代表での出場歴もなかったため、彼はボスニア・ヘルツェゴビナ、クロアチア、オーストリアの代表から選択する事が出来た。2014年にクロアチア代表を選択し、出場した。